# Dom robotniczy Sucha Górna
Dom robotniczy w Suchej Górnej – siedziba członków stowarzyszeń i organizacji w Suchej Górnej.

## Teraźniejszość
Obecnie w budynku znajduje się duża sala o pojemności 200 miejsc siedzących, gdzie organizowane są różne imprezy (Fedrowani z folklorym) Częścią Domu robotniczego jest także restauracja i siedziba Miejscowego koła PZKO.

## Historia
Pomysł założenia domu powstał już w 1904 roku. Na czele komitetu do spraw budowy stał Jerzy Kantor (1872-1954), który przede wszystkim walczył z problemami finansowymi. Dom został wybudowany przez wiele osób, które pracowały tysiące godzin bez wynagrodzenia. Uroczyście otwarto go 6 października 1907 roku.
II wojna światowa na sześć lat zatrzymała życie kulturalne w gminie. Niemcy wykorzystywali budynek do przechowywania żywności, drewna i różnego paliwa. Później Dom był używany również jako magazyn amunicji. Sala główna została stajnią dla koni wraz z obornikiem. Po wojnie budynek był bardzo zniszczony. Ze znajdującej się tam biblioteki nie zostało nic. Wszystkie książki zostały spalone. Z pomocą obywateli budynek został odbudowany. 7 listopada 1945 roku dom ponownie oddano do użytku.